# Roggspitze
De Roggspitze is een 2747 meter hoge bergtop in de Lechtaler Alpen in de Oostenrijkse deelstaat Vorarlberg.
De zuidwand is vanwege zijn moeilijkheidsgraad (III) geliefd bij de geoefende klimmer. De normale route loopt echter over de noordkam, waarvan delen tot de IIe moeilijkheidsgraad gerekend kunnen worden. Een duidelijk gemarkeerde route naar de top is er niet. Uitgangspunten voor een klimtocht naar de top vormen Zürs am Arlberg en de Stuttgarter Hütte van de Deutsche Alpenverein.